# Língua tchuvache
A língua tchuvache, chuvache, chuvaxe, chuvacho ou chuvaxo (Chuvash: Чӑвашла, Čăvašla, AFI: [ʨəʋaʂˈla], ou ainda Chăvash, Chuwash, Chovash, Chavash, Çuvaş ou Çuaş), é um idioma do ramo turcomano da grande família das línguas altaicas falada principalmente na República da Chuváxia, na Federação Russa. É a única língua sobrevivente do ramo ogúrico das línguas turcomanas, um dos dois principais ramos da família turcomana.

## Falantes
O chuvache é a língua nativa do povo chuvache e língua oficial da Chuváxia, sendo falada por cerca de 1,5 milhões de pessoas;  86% dos chuvaches étnicos e 8% de outras etnias que vivem na Chuváxia.
Dados a partir do Censo da Rússia de 2002.
Mesmo assim e ainda que o chuvache seja ensinado nas escolas e usado algumas vezes na “mídia”, essa língua é considerada como em risco de extinção., pois o russo domina na maioria dos aspectos da vida dos chuvaches e poucas crianças que aprendem essa língua devem vir a ser usuários ativos da mesma.

## História
O chuvache é a mais distinta dentre as Línguas turcomanas, não sendo entendida por falantes de outras línguas dessa famíla. Hoje, a língua chuvache é classificada no ramo oguz (é a única sobrevivente nesse ramo das turcomanas) junto com as línguas búlgara do Volga, cázara, huna e ávaro turcomano, como membros do ramo ogúrico, sendo todas essas demais já extintas.
A razão para que se afirme que o chuvache seja uma língua oguz vem da observação de semelhança de vocabulário das extintas línguas ditas r- e l-, com características próprias desse tal ramo. As demais línguas Turcomanas (as ditas “comuns”) dão dos tipos z- e š-
Como os registros das demais línguas oguzes não chuvaches são escassos, não como caracterizar uma posição do chuvache nesse ramo lingüístico. No passado já houve estudiosos (ver Encyclopædia Britannica 1997) que consideraram o chuvache como uma língua não exatamente turcomana mas como uma língua fino-ugriana “Turcomenizada”;

## Escrita
O chuvache (ou chuvaxo) utiliza o alfabeto cirílico, usando as letras do idioma russo adicionando mais quatro letras (ver a seguir);
Até o início do século XX, os chuvaches tinham seu próprio sistema de numeração.

### Atual
А Ӑ Б В Г Д Е Ё Ӗ Ж З И Й К Л М Н О П Р С Ҫ Т У Ӳ Ф Х Ц Ч Ш Щ Ъ Ы Ь Э Ю Я
а ӑ б в г д е ё ӗ ж з и й к л м н о п р с ҫ т у ӳ ф х ц ч ш щ ъ ы ь э ю я
а, ӑ, бӑ, вӑ, гӑ, дӑ, е, ё, ӗ, жӑ, зӑ, и, йӑ, кӑ, лӑ, мӑ, нӑ, о, пӑ, рӑ, сӑ, ҫӑ, тӑ, У, ӳ, фӑ, хӑ, цӑ, чӑ, шӑ, щӑ, хытӑлӑхпалли, ы, ҫемҫелӗхпалли, э, ю, я

### Entre 1873-1938
O atual alfabeto chuvache foi desenvolvido em 1873 pelo inspetor escolar Ivan Yakovlevich Yakovlev.
| а | е | ы | и/і | у | ӳ | ă | ĕ | й | в | к | л | љ | м | н | њ | п | р | р́ | с | ç | т | т ̌ | ђ | х | ш |

Em 1938, esse alfabeto veio a sofrer significantes modificações que o levaram até a situação atual.

### Sistemas anteriores
O sistema mais antigo de escrita chuvache é a escrita “Orkhon” que desapareceu depois que os “Bulgar Volga”” se converteram ao Islamismo. Foi aí adotado o alfabeto árabe. Com a invasão mongol, essa escrita caiu em desuso. As imposições e reformas de Pedro, o Grande da Rússia levaram a elite chuvache a desaparecer, atividades de ferreiros e outros artesãos foram vetadas para não-russos. Os chuvaches passaram a ser educados somente na língua russa e as escritas nas antigas Runas passaram a ser simples folclore.

## Fonologia

### Consoantes
As consoantes são as seguintes, com as correspondentes Cirílicas entre parêntesis:  /p/ (п), /t/ (т), /k/ (к), /č/ (ч), /š/ (ш), /ś/ (ç), /χ/ (х), /v/ (в),/ m/ (м), /n/ (н), /l/ (л), /r/ (р), /y/ (й). As consoantes “stop”, “sibilantes” e “africativas” são “mudas” e “Fortis + Lenis”, mas podem se-lo soando como sonoras entre vogais ou depois de consoantes “líquidas”, “nasais” ou “semi vogais”. Exemplos:  Аннепе soa como annebe, кушакпа como kuzhakpa. Porém, consoantes “geminadas” não seguem essa regra. Além disso, consoantes da moderna Língua russa são usadas nas palavras que vêm dessa língua. As consoantes se tornam “palatais” antes de depois de vogais “frontais”.

### Vogais
Conforme Krueger (1961), o sistema de Vogais do chuvache é como segue, com símbolos precisos IPA tomados com bases na sua descrição, com diferente transcrição:
|       | Frontal         | Frontal     | Posterior       | Posterior   |
|       | Não arredondada | Arredondada | Não arredondada | Arredondada |
| ----- | --------------- | ----------- | --------------- | ----------- |
| Alta  | i (и)           | y (ӳ)       | ɯ (ы)           | u (у)       |
| Baixa | e (е)           | ø̆ (ĕ)       | а (а)           | ŏ (ă)       |

András Róna-Tas (1997) () apresenta uma descrição um pouco diferente com certas descrições idiossincráticas. A tabela a seguir se baseia em sua versão, com informações adicionais de Petrov  (2001). Os símbolos IPAnão são tomados diretamente das palavras, podendo ser imprecisos:
|               | Frontal           | Frontal    | Posterior         | Posterior  |
| ------------- | ----------------- | ---------- | ----------------- | ---------- |
|               | 'Não arredondada’ | Arreondada | 'Não arredondada’ | Arreondada |
| Alta          | i (и)             | y (ӳ)      | ɯ (ы)             | u (у)      |
| Fechada média | ĕ (ĕ)             |            | ɤ̆ (ă)             |            |
| Aberta média  | ɛ (е)             |            |                   |            |
| Baixa         |                   |            | a (а)             |            |

As vogais ă e ĕ são descritas como "reduzidas", assim diferendo em quantidade vocálica em relação às demais. Em posições não tônicas, por vezes se assemelham ao schwa ou tendem mesmo a desparecer em conversação rápida.. Por vezes, principalmente quando com tonicidade, podem ser algo arredondadas e soar como /o/ e/ø/.
ɔ (о) ocorre em palavras que vêm do Russo.

## Dialetos
Há dois dialetos em chuvache:
- Viryal ou Alto (o qual usa o e u)
- Anatri ou Baixo (o qual usa somente u para tanto o como u)

Assim, no Alto. totă "cheio", tută "gosto" – no Baixo. tută "cheio, gosto".
A literatura usa ambos dialetos.

## Influências
As línguas tatar, as fino-ugrianas, o árabe, o persa, a língua mongol, a língua mari e o russo influenciaram o chuvache que apresenta palavras de todas essas origens.

## Gramática
O chuvache é uma língua “Aglutinativa” tendo, portanto, uma grande quantidade de Sufixos, porém, sem Prefixos nativos, exceto o intensificador reduplicador  (ex.  шура="branco", шап-шура="muito branco"). Uma palavra pode aglutinar muitos sufixos, podendo assim criar novas palavras, um verbo criado a partir de um substantivo, um substantivo criado de um verbo, ou ainda indicar uma função gramatical (declinação de caso).

### Ordem das palavras
A ordem das palavras nas sentenças chuvache são geralmente Sujeito, Objeto, Verbo.

### Verbos
Os verbos em chuvache indicam a pessoa da ação, podem ser negativos ou impotenciais, ou mesmo potenciais. Também apresentam distinções de tempo, modo, aspecto. Podem ter as formas: Progressiva, Necessitativa, Aorista, no Futuro, Inferencial, no Presente, no Passado, Condicional, Imperativo, Optativo.
| Chuvache      | Português                                        |
| ------------- | ------------------------------------------------ |
| кил-          | Vir                                              |
| килме-        | Não vir                                          |
| килейме-      | Não ser capaz de vir.                            |
| килеймен      | Ela (ou ele) estava aparentemente incapaz de vir |
| килеймерĕ     | Ela não foi capaz de vir                         |
| килеймерĕр    | Vocês não estavam capazes de vir.                |
| килеймерĕр-и? | Vocês não estavam capazes de vir?                |

### Harmonia das vogais
A " Harmonia das vogais " é um princípio pelo qual as palavras nativas chuvache geralmente incorporam tanto vogais exclusivamente posteriores (а, ă, у, ы) ou exclusivamente frontais (е, ĕ, и, ӳ). Assim, a notação para um sufixo chuvache como -тен pode ser tanto -тан ou -тен, o que melhor promover a harmonia das vogais; uma notação -тпĕр pode ser tanto -тпăр, como -тпĕр, novamente com a harmonia vogal sendo o fator de decisão.
O chuvache tem duas classes de vogais -- frontais e posteriores (tabela já apresentada). A harmonia vogal define que as palavras não podem conter ambos tipos de vogais. A maioria dos sufixos aparecem em ambas as formas de vogais (frontal, posterior): Шупашкар'та "em Cheboksary", masкилте "em casa".

#### Exceções
Palavras compostas são consideradas palavras separadas com relação à Harmonia das Vogais; as vogais não precisam se harmonizar entre partes de uma palavras composta; Assim, formas como сĕтел|пукан "móveis" são possíveis. Adicionalmente, a harmonia das vogais não de aplica para palavras de origem estrangeira e para alguns sufixos invariáveis (como -ĕ); Também, uma poucas palavras nativas chuvache não seguem a regra, como анне ("mãe"), assim certos sufixos harmonizas com a vogal final: Анне'пе "Com a Mãe".

### Substantivos e Adjetivos
Os substantivos chuvache podem tomar sufixos que indicam a pessoa de que tem a posse. Podem tomar também sufixos de caso. São seis os casos de Declinação em chuvache:
- Caso nominativo
- Caso genitivo, formado pela adição -ăн, -ĕн  ou apenas –н, conforme harmonia vogal
- Caso "objetivo", formado pela adição -(н)a or -(н)е, conforme harmonia vogal
- Caso locativo, formado pela adição -тe, -ре, -тa, -ра conforme harmonia vogal
- Caso ablativo, formado pela adição -тен or -тан, -рен, ран conforme harmonia vogal
- Caso instrumental + "comitativo", formado pela adição -пe or -пa, conforme harmonia vogal

Outros casos:
- Caso Causal-finall, formado pela adição -шăн, -шĕн conforme harmonia vogal
- Caso Privativo, formado pela adição -сăр, -сĕр conforme harmonia vogal
- Caso Terminativo-Antessivo, formado pela adição -(ч)чен
- Caso Distributivo, formado pela adição -серен: кунсерен "diariamente, todo dia", килсерен "por casa", килмессерен "todas vez que ele vier"
- Caso semblativo, formado pela adição -шкал, -шкел  para pronomes em caso Genitivo ou Objetivo (манaшкал "como eu", санашкал "como tu", унашкал "como ele, that way", пир(н)ешкел "como nós", сир(н)ешкал "como todos vocês", хамaшкал "como eu próprio", хунашкал "como você mesmo", кунашкал "como isso"); adicionando -ла, -ле aos substantivos (этемле "humancomo", ленинла "como Lenin")

Usando кун (dia) como exemplo:
| Chuvache | Português                  | Caso         |
| -------- | -------------------------- | ------------ |
| кун      | dia                        | Nominativo   |
| кунăн    | do dia                     | Genitivo     |
| куна     | para o dia                 | Objetivo     |
| кунра    | no dia                     | Locativo     |
| кунран   | do dia, ou a partir do dia | Ablativo     |
| кунпа    | com o dia                  | Instrumental |

A posse é expressa por construções que se baseiam nos verbos de significado “existe” e “não existe”. Assim, enquanto "пур" e "çук" representam “existe” e “não existe”.," "пурччĕ" e "çукччĕ" são o passado desses verbos. Isso dá um impressão estranha, ais olhos de falantes ocidentais, das estruturas de frases: Ex.':
Para dizer “meu gato não tinha sapatos”, a formação fica nessa ordem, "Meu gato tem não sapatos," veja:
кушак + -ăм + -ăн ура атă(и) + -сем çук + -ччĕ
(кушакăмăн ура аттисем çукччĕ)
cuja tradução literal é: “gato meu de pés cobertos (de) plural seu não existe era”
Observar que muitas das línguas aglutinativas da Eurásia usam uma forma do verbo SER para marcar posse, em lugar de TER. Isso ocore, por exemplo, no húngaro.